# Боб Тининг
непознато
Боб Тининг (енгл. Robert Noel Patrick "Bob" Tinning; Сиднеј, 25. децембар 1925 — 19. мај 2001) био је аустралијски веслачки репрезентативац, члан Веслачког клуба Сиднеј из Сиднеја. Најчешће је веслао у саставу осмерца.
Школовао се на Колеџу Светог Јосифа у Хантер Хилу.
Први успех у веслању остварио је на Играма Комовелта 1950. у Окланду освајањем златне медаље са посадом осмерца.
Учествовао је на Летњим олимпијским играма 1952. као први веслач посаде аустралијског осмерца. Освојили су бронзану медаљу иза чамаца САД и СССР. Веслали су у саставу: Боб Тининг, Ернест Чапман, Нимрод Гринвуд, Дејвид Андерсон, Џеф Вилијамсон, Мервин Финли, Едвард Пејн, Фил Кејзер и кормилар Том Чесел.